# Florentyna Włoszkowa
Florentyna z Domaszewskich Włoszkowa (ur. 16 października 1844 w Warszawie, zm. 3 lutego 1881 tamże) – polska literatka, tłumaczka, nauczycielka.

## Życiorys
Była córką Józefa i Anny z Raczyńskich Domaszewskich. Ojciec urodzony na terenie Galicji, absolwent medycyny na Uniwersytecie Jagiellońskim, był sztabslekarzem w czasie powstania listopadowego oraz społecznikiem. Jako dziecko Florentyna została sierotą. Uczyła się na pensji u sióstr sakramentek, a następnie na prywatnej pensji Czajkowskiej w Warszawie.
Miała talent literacki. Znała francuski, niemiecki, angielski, czeski, rosyjski i łacinę, którymi biegle władała, poza tym znała zasady języka polskiego i historię. Tłumaczyła powieści z francuskiego, niemieckiego i angielskiego. Publikowano je później w „Bluszczu”. Używała pseudonimu Maria Jadwiga i pod takim prezentowała w prasie swoje wiersze. Większość nie została jednak opublikowana.
Kiedy zdała wymagane egzaminy, uzyskała prawo do prowadzenia pensji dla dziewcząt (tzw. żeńskiego zakładu naukowego) w Warszawie. Otworzyła ją w 1865 i zlokalizowała przy ul. Ogrodowej 25. Szkoła była wzorem dla konspiracyjnych placówek edukacyjnych. Włoszkowa zatrudniała wybitnych nauczycieli, którzy uczyli szczególnie w starszych klasach. W 1881 przekazała szkołę Walerii Gierwatowskiej. Na skutek denuncjacji w 1887 szkoła została zamknięta.
W 1877 Florentyna wyszła za mąż za powstańca styczniowego, nauczyciela Tadeusza Szymona Włoszka, w późniejszym czasie inicjatora, głównego organizatora i wieloletniego kustosza Muzeum PTK w Kielcach.
Zmarła w 1881, w 2 tygodnie po urodzeniu syna. Pochowana została na Powązkach.